# 丹羽貴知蔵
丹羽 貴知蔵（にわ きちぞう、1910年2月17日 - 1992年12月8日）は、日本の金属学者。元北海道大学学長。

## 来歴
大阪府大阪市出身。大阪の中学校から大阪高等学校に進む。北海道帝国大学理学部が新設された年に第一期生として入学した。1933年、北海道帝国大学理学部卒業。その後、北大で助手、講師に昇進するが、いったん1935年に東北大学に転出。大阪で武田化学薬品のサラリーマンとして暮らした経験もある。1948年に死亡した恩師の後任として北海道大学に復帰、教授となり、金属科学の研究で功績をあげた。理学博士の称号を得た。
1971年に学長に就任。学長在任中には大学院歯学研究科を設置、また、北大生の健康増進、体育会運動部の成績向上を目指して保健管理センター、体育指導センターを新設するなどの功績を残した。結核研究所の免疫科学研究所への改組も手がけた。北大からは名誉教授の栄誉を得ている。
北海道総合開発の推進と教育の振興の勲功を持って、1976年に北海道から北海道開発功労賞・北海道功労賞を受けた。北海道総合開発委員会委員長などの要職を歴任した。1950年代から80年代にかけては、北海道におけるオピニオン・リーダーの一人でもあった。先駆的な思想で知られ、「札幌に芸術大学創設」「北海道教育大学函館校を中核に、社会学部と経済学部を加えて複合大学を創設」「釧路に国際医科大学を創設」「外国語（貿易）学部と産業学部を擁する苫小牧大学の創設」「北大水産学部を独立して海洋大学にする、あるいは函館複合大学の海洋学部にする」「函館工業高等専門学校を科学技術大学に昇格させ、先端科学をリードする学科も加えて函館テクノポリスの中核にする」「北海道にアメリカ版コミュニティ・カレッジを誘致」などの構想を持っていた。また、当時の千歳空港の国際空港化を主張した。
南原繁と親交があり、学長在任時は上京した際に学士会館で新渡戸稲造の話をしていた。
没後、丹羽が遺したアルバムなど7点を遺族が北海道大学総合博物館に寄付、2007年に北海道大学文書館に移管され保管されている。

## 略歴
- 1971年 北海道大学学長就任
- 1975年 北海道大学学長退任
- 1983年 勲一等瑞宝章受章

## 主な著書・編著
- 「金属熱科学」（O・クバシュウスキー、共訳、産業図書、1968年）
- 「座談会　北海道開発の展望－21世紀への可能性に挑戦する」（21世紀フォーラム21号、1984年）